# Don Symon
Don Symon est un rameur néo-zélandais né le 20 mai 1960 à Christchurch.

## Biographie
Don Symon participe à l'épreuve de quatre avec barreur aux Jeux olympiques d'été de 1984 à Los Angeles avec comme partenaires Kevin Lawton, Barrie Mabbott, Brett Hollister et Ross Tong. Les cinq néo-zélandais remportent la médaille de bronze.